# ハレルヤ (映画)
『ハレルヤ』（はれるや）（原題: Hallelujah!）は、1929年に制作されたアメリカの映画。キング・ヴィダー監督による30本目の作品であり、彼のトーキー映画の第一作でもある。美男美女の主人公たちが絢爛豪華なセットの中で展開する夢のような世界を売り物にするハリウッド映画にあっては、主人公から端役に至るまで全部が黒人で占められた本作は型破りであった。

## ストーリー

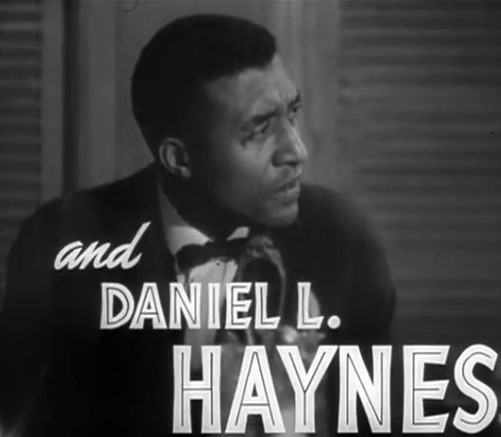
予告編より、ダニエル・L・ヘインズ

## キャスト
- ジーク - 綿花栽培の農家の息子：ダニエル・L・ヘインズ
- チック - 酒場の女：ニナ・メエ・マッキニー
- ホットショット - チックの情婦：ウィリアム・ファウンテン
- ジョンソン - 綿花栽培の農家で牧師を兼ねる：ハリー・グレイ
- ジークの母：ファニー・ベル・デナイト
- スパンク - ジークの弟：エベレット・マッガリティ
- ミッシー・ローズ - ジークの幼馴染：ヴィクトリア・スピヴィ

## スタッフ
- 監督、原作：キング・ヴィダー
- 脚本：リチャード・スカイヤー
- 撮影：ゴードン・エイヴィル
- 台詞：ランドム・リドカウト
- 脚色：ワンダ・タショック

## 製作
- 主役のジークを演じたダニエル・L・ヘインズは、「ショウボート」に端役の一人として出演しただけであり、チックに扮しなニナ・メエ・マッキニーもコーラス・ガールの一人としてブロードウェイの舞台に一度立っただけで、この二人を筆頭に出演する黒人たち全員が映画出演は初めてであるにもかかわらず、ヴィドー監督の優れた演技指導で、見事な演技を見せた。
- またアーヴィング・バーリンの作曲による「道の果てで待っている（Waiting at the End of the Road）」と「スワニー・シャッフル（Swanee Shuffle)」の主題歌の2曲に混じって、「ゴーイン・ホーム（Goin' Home)」など伝承的な黒人霊歌が数曲使用されていて、黒人社会のドラマを描いた作品に素晴らしい効果をあげている。[2]

## 公開
アメリカではニューヨークのエンバシー劇場とハーレム地区の映画館で同時に一般公開され初日の夜は美しく着飾った多数の著名人でにぎわったが、結果的には大都市の映画館に限られたうえ、とくに黒人に対する偏見が根強く残っていたアメリカの南部の興行は惨憺たるものに終わった。
しかしヨーロッパでは熱狂的な高い評価を受け、フランスの当時の有名な映画雑誌「ルヴェ・デュ・シネマ」が、この映画の記事を載せた特別号を発行するほどであった。

## 批評
- 劇筋に現れる人物はすべて黒人ばかりである。しかも物語は陰惨な宗教と愛欲の葛藤で終始しているのだ。しかしキング・ヴィドーの描写力は、その題材の重荷を立派に蹴散らしているのである。[3]